# Mana (mythologie)
Mana is een bovennatuurlijke kracht of substantie die in alle dingen zou zitten. Mana werd in sommige mythologische verhalen ook wel gezien als een stof die nodig is om magie uit te voeren. De verhalen rondom het bestaan van Mana zijn in verschillende culturen ontstaan. 
Voor Polynesiërs was Mana een kracht die stond voor respect, autoriteit, kracht en prestige. Mensen die Mana hadden waren belangrijke en machtige mensen. Maar niet alleen mensen konden mana hebben, ook regeringen, instanties en zelfs levenloze objecten zoals sieraden van pounamu konden Mana bezitten. Het Hawaïaanse Mana Loa betekent dan ook "Grote kracht" of "Almachtig".
In de Noordse mythologie kwam ook Mana voor. Daar werd het omschreven als een levenskracht van alles wat goed is, zoals liefde en vrede. Mana werd gebruikt om witte magie mee uit te voeren.
Mana wordt vaak verward met het Hebreeuwse woord Manna, wat volgens de Bijbel een mysterieuze substantie is die door God aan de joden in de woestijn gegeven is. Het Hebreeuwse "Manna" betekent ook "wat is het".

## Mana in videospellen
Mana is in veel RPG's een energie die gebruikt wordt om spreuken uit te voeren. Het mana-niveau wordt gemeten in punten, en elke spreuk verbruikt een aantal punten. Als een speler geen mana meer heeft, kan hij geen spreuken meer uitvoeren. Na een bepaalde tijdsperiode komen er weer punten bij, tot een speler zijn maximaal aantal mana punten heeft bereikt. In veel role-playing games staat het kundig gebruik van mana centraal; spelers zijn vaak lang bezig met het bedenken van een goede strategie. Bij elk level dat een speler omhoog gaat in het spel, krijgt deze een hoger maximaal aantal manapunten.